# 第四十六届超级碗中场秀
第四十六届超级碗中场秀（英語：Super Bowl XLVI Halftime Show）于2012年2月5日在美国明尼苏达州明尼阿波利斯的卢卡斯石油体育场举办，这是第四十六届超级碗的一部分。本场演出由美国女歌手麦当娜领衔，这也是超级碗中场秀自1996年由戴安娜·罗斯领衔演出后再度由单一女艺人担任演出领衔。本次中场秀还邀请了笑本部、妮琪·米娜、米娅于和希洛·格林担任演出嘉宾，并且还与太阳马戏团进行合作。演出由编舞师杰米·金担任音乐总监，并由时刻工厂担任多媒体秀制作。第四十六届超级碗中场秀在播出后广受好评，并创下在全美收视人数达1.14亿观众的纪录；这比比赛本身的收视人数还要高。
第四十六届超级碗中场秀的筹备工作在当年的一月份就已经开始，麦当娜表示这是她参与过最累的彩排。整场表演的演出服装由里卡多·提西、纪梵希、缪缪和普拉达负责设计。按照预定计划，制作团队有7分钟搭建舞台、12分钟表演及8分钟拆除舞台的时间额度。舞台的模块化结构由卡车改造而成，同时舞台前方铺设了一大块白布作为时刻工厂的媒体屏幕。光雕投影设备制造商巴可公司为本届中场秀提供投影设备并为现场及电视观众制作了相应的投影内容；同时卢卡斯石油体育场内还配备了百奇公司的灯光设备及森海塞尔的音响设备。
按照惯例，麦当娜出演第四十六届超级碗中场秀是没有报酬的，但是超级碗中场秀为她提供了一次全球曝光的机会。根据《公告牌》杂志的基斯·考尔菲尔德（Keith Caulfield）的文章指出，麦当娜的过去所发行的专辑在演出后销量激增了17倍，同时她即将发行的新专辑预售量也相当可观。评论家赞扬了这次表演，但同时也指出麦当娜的表演过于谨慎。有关这场演出的争议集中在米娅在演唱《给我你的爱》结尾时忽然对摄像机竖中指。美国职业橄榄球大联盟为未能及时在转播时模糊该画面而致歉，后来还对米娅处以1660万美元的罚款；这项处罚在2014年的一项保密协议中达成了和解。

## 演出概况
第四十六届超级碗中场秀由NBC电视网负责向全美转播。表演的开始是一支游行队伍走向舞台，打扮成古罗马时代角斗士的男演员们拉动着一个被金色羽毛状旗帜遮盖的大型物体。当麦当娜的歌曲《风尚》前奏响起时，旗帜被撤下而身着金色长斗篷并头戴古埃及头盔的麦当娜在一个大型宝座上登场。游行队伍抵达舞台后，麦当娜登上舞台并开始演唱《风尚》。在表演这首歌曲的同时，卢卡斯石油体育场位于舞台前方的场地部分亮起并开始展示以麦当娜为封面人物的《时尚》杂志封面动画。
《风尚》表演结束后，麦当娜脱下了她的头盔，而此时音乐由《风尚》过渡到《音乐圣堂》。此时地面屏幕出现了两个音箱的动画，同时舞台后部模仿看台的区域点亮了移动灯光，而麦当娜和她的舞者在此时走向舞台的看台区域。而此时在舞台前部，扁带表演者安迪·刘易斯开始在扁带上为麦当娜等人伴舞。麦当娜假装向刘易斯开了一枪并走到舞台的另一侧，而笑本部的歌曲《派对摇滚国歌》正好在此时衔接上《音乐圣堂》。随后，他们与麦当娜随着《我知我性感》的节奏起舞。
随着一群身着啦啦队服的女舞者登场，《音乐圣堂》部分也结束并转为《给我你的爱》。表演嘉宾妮琪·米娜和米娅也在此时登场，她们丢身穿古埃及风格的衣服并手拉彩球扮演啦啦队员唱歌。在演唱属于她们的歌词部分时，她们站在不同高度的升降高台上。而在这首歌曲结束时，希洛·格林带着一支行进乐队登上舞台。
他先和麦当娜合唱了《敞开心房》和《表现自我》的部分内容，随后便转为演唱《宛如祈祷者》。当《宛如祈祷者》的前奏响起时，整个体育场的灯光熄灭，只有背景看台上观众们手机所发出的点点灯光。一支由印第安纳州本地歌手所组成的200人合唱团为麦当娜演唱这首歌曲的和声，而麦当娜在歌曲的高潮阶段走向舞台的后部看台区并在整首歌曲的顶点时刻快速沉入舞台后台，只留下周围的烟雾缭绕。
而当所有演出结束时，舞台前方的地面屏幕出现“世界和平”字样及全球五大洲的形状。

## 演出背景

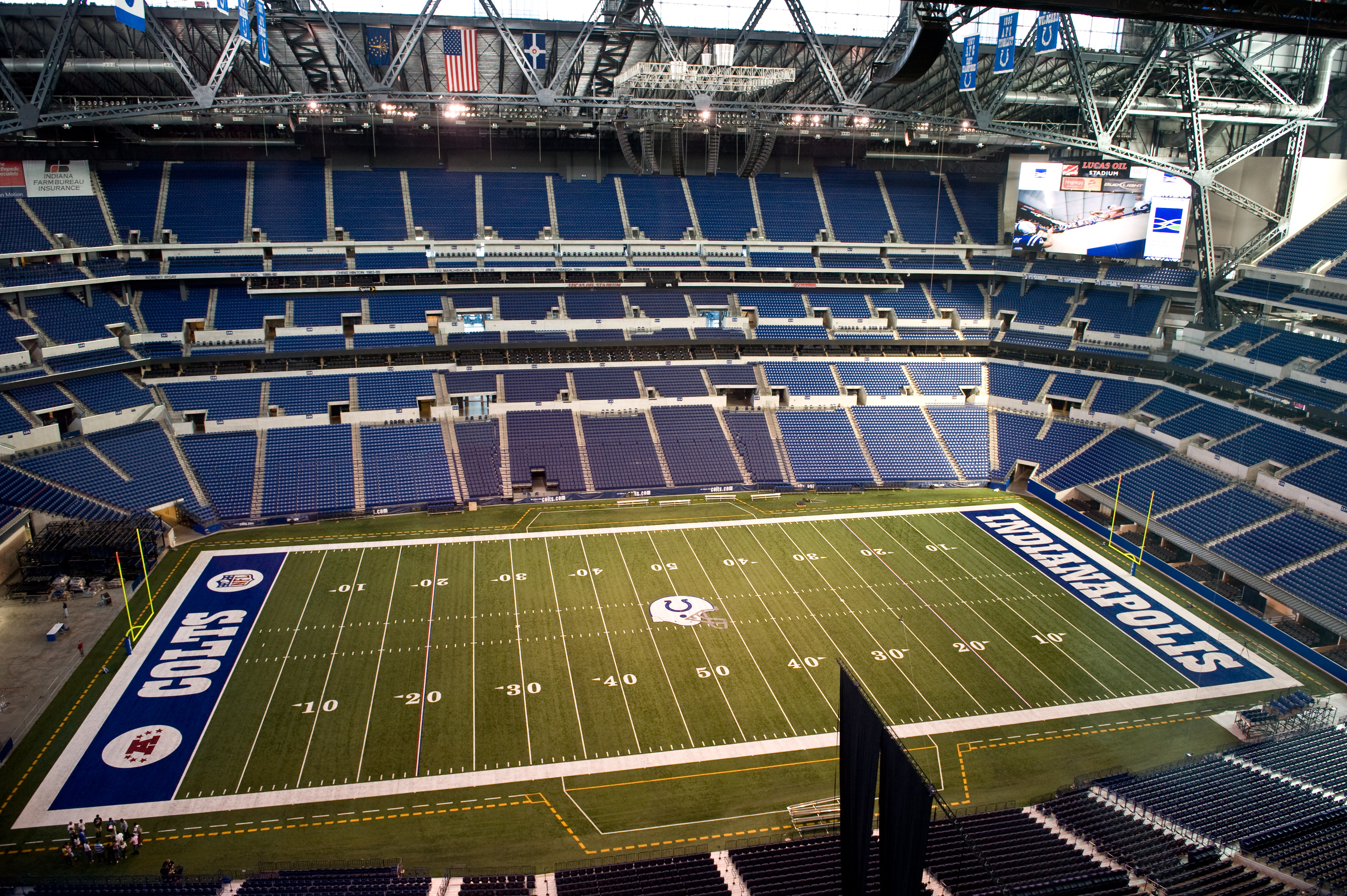
卢卡斯石油体育场（第四十六届超级碗中场秀表演场地）

根据CBS新闻的报道，麦当娜曾受邀参与1999年和2001年的超级碗中场秀的表演，但最后都被取消。2001年1月，麦当娜原定在第三十五届超级碗中场秀上演唱她当时的新单曲《美国派》。但遗憾的是，这个安排最终与她的录音计划相冲突而被迫取消。麦当娜在随后的一份声明里向大联盟表达了“诚挚的歉意”并表示“我期待未来能与大联盟合作”。
2011年年末，麦当娜正在美国忙于发行由她担任导演的影片《倾国之恋》并录制她的第12张录音室专辑《麦基因》。但当时就有报道声称麦当娜已经与美国职业橄榄球大联盟签订协议将出演第四十六届超级碗中场秀。同年12月，大联盟正式确认麦当娜将在明尼阿波利斯的卢卡斯石油体育场登场出演第四十六届超级碗的中场秀。超级碗赛事将在2012年2月5日进行，并且大联盟当时还在继续邀请其他国际艺人出演中场秀。此前曾在中场秀演出过的知名艺人包括黑眼豆豆、布鲁斯·斯普林斯汀、滚石乐队、谁人乐队、汤姆·佩蒂与伤心人乐团、U2乐队、保罗·麦卡特尼、王子等。麦当娜出演中场秀的时间恰好还在《倾国之恋》的上映档期内。
麦当娜最终选择和太阳马戏团合作制作了这场中场秀并邀请了与她长期合作的编舞杰米·金担任音乐总监。金建议麦当娜聘请时刻工厂；这家公司曾参与过制作席琳·迪翁的拉斯维加斯驻场秀，专门负责多媒体效果的设计与制作。太阳马戏团的特别活动执行制作雅克·梅特（Jacques Methe）表示，这是“为创造这一非常特别时刻的创意过程做出的贡献……对我们来说，这是一个有趣的机会。与其他明星合作并不是我们经常做的事情。”据梅特说，太阳马戏团参与了中场秀的创意方面及其后勤挑战。该马戏团此前曾在2007年超级碗上制作过一场九分钟的赛前表演。而时刻工厂的执行制作埃里克·福尼尔（Eric Fournier）则表示，“我们的工作主要是为了帮助扩大影响力，并为艺术家营造一个良好的环境”，他还列举了工作室曾使用灯光和视频投影来制作特效的节目。

## 演出歌曲
|   | 歌曲名称                | 主唱   | 合作出演         | 备注                                                                         |
| - | ----------------------- | ------ | ---------------- | ---------------------------------------------------------------------------- |
| 1 | 风尚                    | 麦当娜 | —                |                                                                              |
| 2 | 音乐圣堂 / 派对摇滚国歌 | 麦当娜 | 笑本部           | 融合了《我知我性感》的部分元素。                                             |
| 3 | 给我你的爱              | 麦当娜 | 妮琪·米娜 / 米娅 |                                                                              |
| 4 | 敞开心房 / 表现自我     | 麦当娜 | 希洛·格林        | 现场军鼓由雅芳高中、中部格罗夫高中、费希尔斯高中和富兰克林中央高中共同表演。 |
| 5 | 宛如祈祷者              | 麦当娜 | 希洛·格林        | 200位印第安纳州当地歌手担任合唱团。                                          |

## 演出阵容

### 表演人员
| - 麦当娜——主演兼主唱 - 笑本部——嘉宾兼配唱 - 妮琪·米娜——嘉宾兼配唱 | - 米娅——嘉宾兼配唱 - 希洛·格林——嘉宾兼配唱 - 达伦·李·库普（Darren Lee Cupp）——角斗士演员 | - 安迪·刘易斯——扁带艺人 - 索菲亚·波多拉——舞者 - 卜拉欣·扎伊巴特——舞者 |

### 制作人员
| - 哈密什·汉密尔顿——导演 - 瑞奇·科什纳——执行制作 - 布鲁斯·罗杰斯（Bruce Rodgers）——美术 / 道具 - 安东尼·毕晓普（Anthony Bishop）——艺术指导 - 道格拉斯·库克（Douglas Cook）——艺术指导 - 谢莉·罗杰斯（Shelley Rodgers）——艺术指导 - 比亚·阿克伦德（Bea Akerlund）——服装 - 罗布·潘恩（Rob Paine）——道具主管 | - 林赛·布雷斯劳（Lindsey Breslauer）——助理艺术总监 - 罗伯特·巴恩哈特（Robert T. Barnhart）——灯光总监 - 凯文·弗兰奇（Kevin French）——摇臂摄像 - 戴维·格里尔（David Grill）——灯光总监 - 亚历克斯·戈登（Alex Gurdon）——灯光设计 - 杰伊·库利克（Jay Kulick）——摄像师 - 迈克尔·欧文（Michael Owen）——灯光总监 - 马特·贝克纳（Matt Beckner）——艺人经纪 | - 茱莉亚·布兰福德（Julia Blanford）——道具助理 - 罗布·克劳福德（Rob Crawford）——受众制作 - 乔什·休斯（Josh Hughes）——道具助理 - 杰米·金——创意总监 / 节目总监 - 埃里克·门提斯（Eric Mentis）——道具助理 - 特洛伊·莫斯利（Troy Mosley）——现场编舞 - 安吉洛·鲁佐（Angelo Ruzzo）——道具协调 - 罗德·沃德尔（Rod Wardell）——技术总监 |

## 延伸阅读
- James Adams. . 环球邮报. 2012-02-07  [2024-09-03]. （原始内容存档于2016-03-08）.